# Gand-Wevelgem 1997
La 59e édition de Gand-Wevelgem a eu lieu le 9 avril 1997. Elle a été remportée par le Français Philippe Gaumont (Cofidis), il est suivi dans le même temps par l'Ukrainien Andreï Tchmil (Lotto-Mobistar-Isoglass) et par le Belge Johan Capiot (TVM-Farm Frites).

## Classement final
La course a été remportée par le Français Philippe Gaumont (Cofidis).
| \| Classement général \| Classement général \| Classement général \| Classement général \| Classement général \| \| Coureur \| Coureur \| Pays \| Équipe \| Temps \| \| ------------------ \| ------------------- \| ------------------ \| ------------------------------- \| ------------------ \| \| 1er \| Philippe Gaumont \| France \| Cofidis-Le Crédit par Téléphone \| 4 h 45 min 00 s \| \| 2e \| Andreï Tchmil \| Ukraine \| Lotto-Isoglass \| + 0 s \| \| 3e \| Johan Capiot \| Belgique \| TVM-Farm Frites \| + 0 s \| \| 4e \| Sergueï Outschakov \| Ukraine \| Polti \| + 0 s \| \| 5e \| Andrea Ferrigato \| Italie \| Roslotto-ZG Mobili \| + 0 s \| \| 6e \| Henk Vogels \| Australie \| Gan \| + 0 s \| \| 7e \| Stuart O'Grady \| Australie \| Gan \| + 0 s \| \| 8e \| Fabrizio Guidi \| Italie \| Scrigno-Gaerne \| + 0 s \| \| 9e \| Johan Museeuw \| Belgique \| Mapei-GB \| + 0 s \| \| 10e \| Giuseppe Calcaterra \| Italie \| Saeco-Estro \| + 0 s \| |                     |           |                                 |                 |
| |                     |           |                                 |                 |
| Sources : ProCyclingStats Cycling Archives |                     |           |                                 |                 |
| Classement général |                     |           |                                 |                 |
| Coureur | Coureur             | Pays      | Équipe                          | Temps           |
| 1er | Philippe Gaumont    | France    | Cofidis-Le Crédit par Téléphone | 4 h 45 min 00 s |
| 2e | Andreï Tchmil       | Ukraine   | Lotto-Isoglass                  | + 0 s           |
| 3e | Johan Capiot        | Belgique  | TVM-Farm Frites                 | + 0 s           |
| 4e | Sergueï Outschakov  | Ukraine   | Polti                           | + 0 s           |
| 5e | Andrea Ferrigato    | Italie    | Roslotto-ZG Mobili              | + 0 s           |
| 6e | Henk Vogels         | Australie | Gan                             | + 0 s           |
| 7e | Stuart O'Grady      | Australie | Gan                             | + 0 s           |
| 8e | Fabrizio Guidi      | Italie    | Scrigno-Gaerne                  | + 0 s           |
| 9e | Johan Museeuw       | Belgique  | Mapei-GB                        | + 0 s           |
| 10e | Giuseppe Calcaterra | Italie    | Saeco-Estro                     | + 0 s           |